# The Schizo's
The Schizo's is een Nederlandse punkband uit Emmen. De band ontstond in het midden van de jaren 80 en maakte in 2008 na twintig jaar afwezigheid haar comeback met een optreden tijdens de Gouden Pijl in Emmen.

## Geschiedenis

### Eerste periode
The Schizo's ontstonden uit het bandje De Bollocks en de originele line-up bestond uit:
- Despo of Danny John Kristel - bas en zang
- René Timmer - gitaar en zang
- Reinie Hummel - drums en zang

De band speelde snelle, snoeiharde punk-rock en genoten redelijke lokale bekendheid in Drenthe. Veel nummers waren eigen creaties, maar ze speelden ook covers van bands en artiesten die hen inspireerden zoals Johnny Thunders, Ramones etc.

#### Album Bad Image
In mei 1987 dook de band de studio in om een lp op te nemen. In de Ballad Sound Studio bij Gorinchem neemt de band in één week het album op en enkele weken later keren ze terug naar de studio voor de eindmix van de plaat.
| Nummers op album Bad Image | Nummers op album Bad Image | Nummers op album Bad Image                                 | Nummers op album Bad Image |
| -------------------------- | -------------------------- | ---------------------------------------------------------- | -------------------------- |
| Kant nr.                   | Titel                      | geschreven door:                                           | lengte: m:ss               |
| A - 1                      | My pretty girl             | The Schizo's                                               | 3:31                       |
| A - 2                      | I'am a Schizo              | The Schizo's                                               | 3:46                       |
| A - 3                      | You gotta go               | The Schizo's                                               | 2:59                       |
| A - 4                      | Wild and Crazy             | The Schizo's (tekst), Jan G. en Karel R. (muziek)          | 3:41                       |
| A - 5                      | Mr. Supercool              | The Schizo's                                               | 2:13                       |
| B - 1                      | You're my taste            | The Schizo's                                               | 2:06                       |
| B - 2                      | Final O.D.                 | The Schizo's                                               | 2:20                       |
| B - 3                      | Bad Image                  | The Schizo's                                               | 2:05                       |
| B - 4                      | Chinese Rocks              | Johnny Thunders, Jerry Nolan, Dee Dee Ramone, Richard Hell | 2:06                       |
| B - 5                      | Punkrocker                 | Annemarie (tekst), The Schizo's (muziek)                   | 2:28                       |
| B - 6                      | Milk Cow Blues             | Ester, 1958                                                | 2:18                       |

Enkele weken na de opname zelf retourneerden de bandleden naar de studio om daar samen met studio-eigenaar Jaap Brünner de eindmix en productie te verzorgen.
Het album werd in eigen beheer, op het label van de studio, in een oplage van 500 stuks uitgegeven. Elk exemplaar werd voorzien door een gekopieerd inlegvel met alle teksten en foto's. De teksten waren uitgewerkt door man on the wheel (volgens de "Special thanks" lijst op de hoes) Jan T. (Tonkens) op een destijds moderne tekstverwerker, de Philips Videowriter.
De hoes werd ontworpen door graficus Willem G. Pleijsier uit Rolde en zijn zoon Geert, die een vriend was van de bandleden. De hoes had een zwarte achtergrond met witte opdruk, maar werd in eerste instantie negatief gedrukt. Er zijn daardoor 1000 hoezen gedrukt voor de 500 platen. De foto's op de hoes en het inlegvel waren van fotograaf Wessel Berkhout

#### Teloorgang
Vrij snel na het uitkomen van het album viel de groep uit elkaar. Ruzies en meningsverschillen, gebrek aan professionaliteit en dagelijkse sores zorgden ervoor dat de groep uit elkaar viel. Overmatig gebruik van drank en vooral drugs droeg ook bij aan de ondergang.

### Comeback
Medio 2006 hoort initiatiefnemer van Made in Drenthe, Gerrit Miedema, verhalen over de band. Met name van huidig bandlid en voormalig lid van de Drentse popgroep Skik Marco Geerdink verneemt hij dat The Schizo's een grote invloed op hem hebben gehad. Miedema gaat op zoek naar een exemplaar van de LP Bad Image, maar kan hem praktisch niet te pakken krijgen.
Op 4 augustus 2011 is bandlid Rene Timmer overleden wat een terugkeer van de band in originele bezetting onmogelijk maakt. Timmer was al geruime tijd ziek

#### Zoektocht naar Bad Image
Miedema raakt geïnteresseerd in de band en besluit een documentaire te maken over de band en zijn zoektocht naar het album. Het kost hem niet alleen veel moeite om de plaat te vinden, maar ook de zoektocht naar de bandleden verloopt stroef. Via interviews met mensen die de band gekend hebben spoort hij uiteindelijk alle drie bandleden op. In de documentaire wordt o.a. gesproken met Marco Geerdink, die in de jaren 80 regelmatig tegelijkertijd optraden met The Schizo's als bandlid van de Stones coverband Gimme Shelter en later bandlid was van Skik. Vervolgens zegt ook Skik-voorman
Daniël Lohues door The Schizo's geïnspireerd te zijn, en hierdoor raakt Miedema extra geïnspireerd om de bandleden op te sporen.
Drummer Reinie en gitarist René blijken beiden nog in Drenthe te wonen. In november 2003 verscheen er een artikel in het Dagblad van het Noorden waarin Reinie vertelt over zijn strijd om te overleven als junk en vader in Emmen. Bassist Despo blijkt inmiddels in Oostenrijk te wonen, maar via via spoort Miedema ook hem op.
Op 16 juni 2009 gaat de documentaire "Op zoek naar Bad Image" in de bioscoop Utopolis in première

#### Gouden Pijl
Door het initiatief van Miedema besluiten René en Reinie om de draad na 20 jaar weer op te pakken. Omdat Despo in het buitenland woont wordt Marco Geerdink gevraagd om zijn plaats in te nemen. Tijdens de Wielercriterium De Gouden Pijl van 2008 treedt de band voor het eerst sinds 20 jaar weer op voor een groot publiek. Miedema verwerkt dit optreden alsmede interviews met familieleden van de bandleden in zijn documentaire.

#### Cd: Overcome Oblivion
Mede door het succes van het eerste optreden besluit de band weer serieus verder te gaan. In de opnamestudio van Clash Productions in Klazienaveen neemt de band een nieuwe cd op: Overcome Oblivion en treedt de band met enige regelmaat ook weer op.